# V.E.V. Wessman
Vilhelm Eliel Viktorinus Wessman, V.E.V. Wessman, född 31 januari 1879 i Sibbo, död 22 maj 1958 i Ekenäs, var en finländsk lärare, språkforskare och folklorist. 
Wessman var 1906–25 verksam som lärare i en rad städer och var slutligen 1925–47 lektor i historia och samhällslära vid Ekenäs seminarium. Vid sidan av sin lärargärning verkade han som samlare av dialekt och folkminnen samt som utgivare av folklig tradition. Wessmans Samling av ord ur östsvenska folkmål (fyra häften, 1925–32) var ett tillägg till Herman Vendells ordbok över de östsvenska dialekterna. I Svenska litteratursällskapets serie Finlands svenska folkdiktning redigerade han åtta volymer om sägner, folktro, gåtor och lekar. 
Av Wessmans övriga skrifter kan nämnas Boken om Sibbo (I–III, 1925–29) och Bidrag till kännedomen om de nyländska folkmålen med särskilt beaktande av sibbåmålet (1945–50). Han blev filosofie doktor 1937 då han disputerade på en ljudhistorisk och dialektgeografisk avhandling om dialekternas labiala vokaler och tilldelades professors titel 1942.